# Coleactina
Coleactina là một chi thực vật có hoa trong họ Thiến thảo (Rubiaceae).

## Loài
Chi Coleactina gồm các loài: